# Kluis (Geleen)
Kluis (Limburgs: De Kloes) is een wijk in het zuidoosten van Geleen (gemeente Sittard-Geleen) in de Nederlandse provincie Limburg. Deze woonwijk is een naoorlogse uitbreidingswijk gelegen tussen Geleen-Zuid en Oud-Geleen nabij sportpark Glanerbrook. De wijk heeft een klein aantal winkels, een eigen kerk (Christus Koning), een basisschool en een eigen carnavalsvereniging: CV De Sjoutvotte. Kluis ontleent zijn naam aan de voormalige hermitage de Sint-Janskluis.